# Ivanivka (Berezivka)
Ivánivka  (ucraniano: Іванівкa) es una localidad del Raión de Berezivka en el Óblast de Odesa de Ucrania. Según el censo de 2001, tiene una población de 124 habitantes.